# MGM-140 ATACMS
El MGM-140 ATACMS (Army Tactical Missile System) es un misil balístico superficie-superficie (SSM) fabricado por Lockheed Martin. Tiene un alcance de 300 kilómetros, es propulsado por un cohete de propelente sólido de una sola etapa, mide 4 metros de longitud y 610 milímetros de diámetro. Puede ser disparado desde lanzacohetes múltiples, incluido el M270 MLRS y el HIMARS. 
El primer uso de los ATACMS en capacidad combativa fue durante la operación Tormenta del Desierto donde se dispararon un total de 32 desde lanzacohetes M270 MLRS. Durante la operación Libertad Iraquí se dispararon más de 450 misiles. A principios de 2015, más de 560 misiles ATACMS habían sido disparados en combate.
Un contenedor de lanzamiento ATACMS tiene una tapa con un patrón de seis círculos como la tapa de un cohete MLRS estándar, pero contiene solo un misil; el patrón idéntico hace que sea más difícil para la inteligencia enemiga identificarlo como un objetivo de alto valor.

## Historia
El concepto de un misil balístico táctico convencional fue posible gracias al cambio doctrinal de finales de la Guerra Fría, que rechazó la necesidad de un ataque nuclear temprano contra las fuerzas del Pacto de Varsovia en caso de que la Guerra Fría se calentara. Las doctrinas de Batalla Aeroterrestre y Ataque de Fuerzas de Seguimiento, que surgieron a finales de los años 1970 y principios de los años 1980, necesitaban un misil con armamento convencional, y por lo tanto mucho más preciso, para atacar las reservas enemigas, por lo que el Comando de Misiles del Ejército de EE. UU. patrocinó el Simplificado. Programa de demostrador de guía inercial (SIG-D).
Dentro de este programa, Ling-Temco-Vought desarrolló una variante propulsada con combustible sólido del misil MGM-52 Lance, denominado T-22, con un nuevo paquete de guía inercial basado en RLG que demostró una precisión sin precedentes. En 1978, DARPA inició el programa de demostración de tecnología Assault Breaker para atacar formaciones blindadas con muchos objetivos duros móviles en rangos de separación. Utilizó el misil T-22 y el misil Martin Marietta T-16 con base Patriot y ojivas de racimo.
El desarrollo del misil ahora conocido como ATACMS comenzó en 1980, cuando el Ejército de los Estados Unidos decidió reemplazar el Lance con un misil de combustible sólido con punta nuclear, pero también químico o biológico, denominado Corps Support Weapon System (CSWS). Preocupado porque dos ramas estaban desarrollando demasiados misiles similares con diferentes ojivas, el Departamento de Defensa de los Estados Unidos fusionó el programa con el Assault Breaker de DARPA en 1981, y con el Arma de Separación Convencional (CSW) de la Fuerza Aérea de los Estados Unidos (USAF) en 1982-1983.
El nuevo sistema de misiles, denominado Sistema Táctico Conjunto de Misiles (JTACMS), pronto encontró resistencia de la USAF a la idea de un misil balístico lanzado desde el aire. Como resultado, en 1984 la USAF puso fin a su participación en la parte del programa que no era de misiles de crucero, lo que llevó a que el misil fuera redesignado como Sistema de Misiles Tácticos del Ejército (Army Tactical Missile System, ATACMS).
En marzo de 1986, Ling-Temco-Vought ganó el contrato para el diseño del misil. Al sistema se le asignó la designación MGM-140. El primer lanzamiento de prueba se produjo dos años después, gracias a la experiencia de la empresa con programas anteriores.
El primer uso del ATACMS en combate fue durante la Operación Tormenta del Desierto en 1991, donde 32 de los misiles fueron disparados desde el M270 MLRS. Durante la Operación Libertad Iraquí en 2003, se dispararon más de 450 misiles. A principios de 2015, más de 560 misiles ATACMS habían sido disparados en combate.
En 2007, el ejército de EE. UU. puso fin al programa ATACMS debido al costo, poniendo fin a la capacidad de reponer existencias. Para sostener el inventario restante, se lanzó el Programa de extensión de la vida útil (SLEP) de ATACMS, que renueva o reemplaza los sistemas de propulsión y navegación, reemplaza las ojivas de municiones en racimo con la ojiva de fragmentación explosiva unitaria y agrega una opción de espoleta de proximidad para obtener efectos de área. Se proyectaba que las entregas comenzarían en 2018. El ATACMS SLEP es una iniciativa puente para dar tiempo para completar el análisis y el desarrollo de una capacidad sucesora del antiguo arsenal de ATACMS, que podría estar listo alrededor de 2022.
En enero de 2015, Lockheed Martin recibió un contrato para desarrollar y probar nuevo hardware para misiles ATACMS del Bloque I para eliminar el riesgo de municiones sin detonar para 2016. El primer Sistema de Misiles Tácticos (TACMS) modernizado se entregó en septiembre de 2016 con electrónica de guía actualizada y capacidad adicional para derrotar objetivos de área utilizando una ojiva unitaria, sin dejar municiones sin detonar. Lockheed recibió un contrato de producción para conjuntos de lanzamiento como parte del SLEP en agosto de 2017. En 2021, se contrató a Lockheed Martin para actualizar las municiones M39 existentes a la variante M57 con un WDU-18/B. ojiva del misil Harpoon para 2024.
Un plan anunciado en octubre de 2016 para agregar un buscador existente que permitiera al ATACMS atacar objetivos en movimiento en tierra y mar fue cancelado en diciembre de 2020 para continuar con otros esfuerzos de misiles.

## Variantes

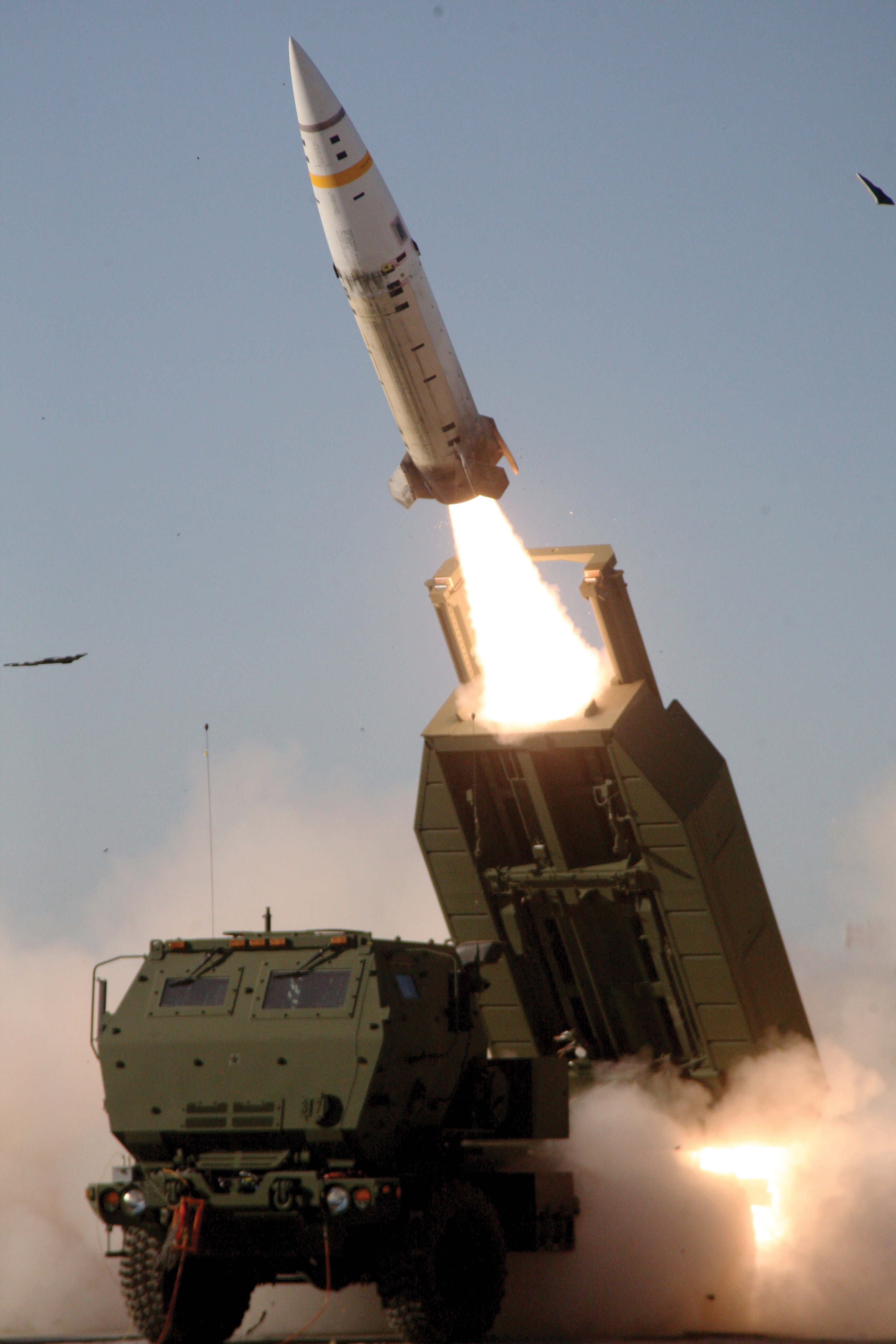
Lanzamiento de un M57A1.

- Misil M39 (ATACMS Bloque I) con guía inercial.[18] Lleva 950 minibombas antipersonal y antimaterial (APAM) M74. Alcance: 25 a 165 kilómetros (16 a 103 millas).[19] Se produjeron 1.650 M39 entre 1990 y 1997, cuando cesó la producción en favor del M39A1. Durante la Operación Tormenta del Desierto se dispararon 32 M39 contra objetivos iraquíes y durante la Operación Libertad Iraquí se dispararon otros 379.[20][21] Los misiles M39 restantes se están actualizando a misiles M57E1.[22][23] Esta es la única variante que puede ser disparada por todas las variantes de lanzadores M270 y M142.
- Misil M39A1 (ATACMS Bloque IA) con guía asistida por GPS.[18] misiles de orientación GPS/INS, ojiva de 275 submuniciones M74 y tiene unos 165 km de alcance.[19][24] Lleva 300 minibombas antipersonal y antimaterial (APAM) M74. Alcance: 20 a 300 kilómetros (12 a 186 millas).[1][2] Se produjeron 610 M39A1 entre 1997 y 2003. Durante la Operación Libertad Iraquí, se dispararon 74 M39A1 contra objetivos iraquíes.[20][21] Los misiles M39A1 restantes se están actualizando a misiles M57E1.[22][23] El M39A1 y todos los misiles ATACMS introducidos posteriormente solo se pueden utilizar con el M270A1 (o variantes del mismo) y el M142.
- MGM-164 ATacMS Una variante Bloque II (designada inicialmente MGM-140C o, previamente, M39A3[18]) fue diseñado para transportar una carga útil de 13 municiones antitanque Brilliant (BAT) fabricadas por Northrop Grumman. Sin embargo, a finales de 2003 el Ejército de Estados Unidos puso fin al financiamiento para los ATACMS equipados con BAT y, por tanto, el MGM-164A nunca entró en pleno funcionamiento.[25]
- MGM-168 ATacMS – Bloque IVA Originalmente designado Bloque IA Unitary (MGM-140E), la nueva variante Block IVA fue diseñado para llevar una ojiva de 230 kilogramos unitarios de explosivo de alta potencia en lugar de bombas M74. Utiliza la misma guía GPS/INS del MGM-140B. El contrato de desarrollo fue asignado en diciembre de 2000, y las pruebas de vuelo se iniciaron en abril de 2001. El primer contrato de producción fue adjudicado en marzo de 2002.[26] El alcance fue aumentado a unos 300 km, limitado más por las disposiciones legales del Régimen de Control de Tecnología de Misiles (MTCR) que por consideraciones técnicas.
- Misil M48 (ATACMS Quick Reaction Unitary [QRU]) con guía asistida por GPS. Lleva la ojiva penetrante de fragmentación explosiva de alto explosivo WDU-18/B de 500 libras (230 kg) del misil antibuque Harpoon de la Marina de los Estados Unidos, que fue empaquetada en la sección de ojiva WAU-23/B de nuevo diseño. Alcance: 70 a 300 km (43 a 186 millas). Se produjeron 176 M48 entre 2001 y 2004, cuando cesó la producción en favor del M57. Durante la Operación Libertad Iraquí, se dispararon 16 M48 contra objetivos iraquíes y otros 42 fueron disparados durante la Operación Libertad Duradera.[20][21] Los misiles M48 restantes se encuentran en el arsenal del Ejército y del Cuerpo de Marines de los Estados Unidos.
- Misil M57 (ATACMS TACMS 2000) con guía asistida por GPS. Lleva la misma sección de ojiva WAU-23/B que el M48. Alcance: 70 a 300 km (43 a 186 millas). Se produjeron 513 M57 entre 2004 y 2013.[20][21] La precisión es de 9 m (30 pies) CEP (probabilidad de error circular).[27]
- Misil M57E1 (Modificación ATACMS [MOD]) con guía asistida por GPS. El M57E1 es la designación de los M39 y M39A1 mejorados con motor reacondicionado, software y hardware de navegación y guía actualizados y una sección de ojiva WAU-23/B en lugar de las minibombas APAM M74. Esta variante incluye un sensor de proximidad para la detonación en el aire.[22] La producción comenzó en 2017 con un pedido inicial de 220 M57E1 mejorados.[20][21]

## Futuro

### Misil de ataque de precisión
En marzo de 2016, Lockheed Martin, Boeing y Raytheon anunciaron que ofrecerían un misil que cumpliera con el requisito de fuegos de precisión de largo alcance (LRPF) del ejército de EE. UU. para reemplazar el ATACMS. El misil utilizará propulsión avanzada para volar más rápido y más lejos, originalmente a 310 millas o 500 kilómetros, y al mismo tiempo será más delgado y elegante, aumentando la carga a dos por cápsula, duplicando el número que puede transportar el M270 MLRS. y lanzadores M142 HIMARS.
Lockheed y Raytheon debían probar sus presentaciones para el renombrado programa Precision Strike Missile (PrSM) en 2019, y se planeaba que el arma seleccionada alcanzara la capacidad operativa inicial en 2023. El PrSM inicial solo podrá alcanzar objetivos estacionarios en tierra. pero las versiones posteriores rastrearán objetivos en movimiento en tierra y mar. Con la retirada de Estados Unidos del Tratado sobre Fuerzas Nucleares de Rango Intermedio en agosto de 2019, se anunció que el alcance del PrSM se incrementaría más allá de la limitación de '499 km' que le imponía previamente el tratado.
En junio de 2020, el Ejército había comenzado a probar un nuevo buscador multimodo: una actualización del misil de ataque de precisión. El misil entrará en servicio en 2023. Se espera que el buscador mejorado sea parte de un importante programa de mejora planificado para 2025. En julio de 2021, Estados Unidos anunció que Australia se había convertido en socio del programa PrSM con el ejército australiano, firmó un memorando de entendimiento para el Incremento 2 del programa con la agencia de Cooperación y Exportaciones de Defensa del Ejército de EE. UU. y aportó 54 millones de dólares. El Reino Unido anunció sus intenciones de desplegar el PrSM a partir de 2024 como parte de una actualización del M270 MLRS del ejército británico.

## Uso en Ucrania
En agosto de 2022 se especuló que Ucrania utilizó ATACMS, entre varias posibilidades, para atacar bases aéreas en Crimea ese mes. El 24 de agosto, el Subsecretario de Defensa para Políticas, Colin Kahl, dijo: "Según nuestra evaluación, actualmente no requieren que ATACMS dé servicio a objetivos que son directamente relevantes para la lucha actual. Ya sabes, obviamente continuaremos "Tenemos conversaciones con los ucranianos sobre sus necesidades, pero en este momento consideramos que deberíamos centrarnos en M270 MLRS, no en ATACMS".
A principios de 2023, los generales Christopher Cavoli y Antonio Aguto solicitaron el envío de ATACMS a Ucrania para poder bombardear los puestos de mando y logísticos rusos de retaguardia. En febrero Laura Cooper, máxima funcionaria del Pentágono para Rusia y Ucrania, rechazó la petición porque Estados Unidos tenía muy pocos ATACMS. Además, esta arma era considerada una "línea roja" por Rusia. Sin embargo, a finales de mayo de 2023, el presidente Biden dijo que ATACMS "todavía estaba en juego" para Ucrania. La Ley de Autorización de Defensa Nacional para el año fiscal 2023 autorizó la producción y adquisición de hasta 1.700 sistemas ATACMS adicionales.
Un sistema alternativo de larga distancia sugerido para uso ucraniano es el SAAB-Boeing GLSDB, que tiene un alcance de 150 km (93 millas). Se trata de una combinación de la bomba de pequeño diámetro GBU-39 (cada una de las cuales tiene un coste para el gobierno estadounidense de unos 40.000 dólares) y el cohete M26, un arma obsoleta de la que existe abundante reservas. (Se desconoce el monto que se asignará a cada GLSDB de los costes de desarrollo y producción de Boeing y Saab). Cada uno de estos tendría una fracción del costo del ATACMS, que se estima en tienen un coste por unidad de más de 1 millón de dólares.
El 23 de septiembre de 2023 hubo informes de que el presidente Biden había prometido "una pequeña cantidad" de ATACMS al presidente ucraniano Zelensky. El 17 de octubre de ese mismo año, Ucrania dijo que había matado y herido a decenas de soldados rusos y destruido nueve helicópteros, un sistema de defensa aérea y un depósito de municiones en ataques aéreos en Berdiansk y Luhansk .  El presidente Zelensky confirmó que en los ataques se utilizaron cohetes ATACMS, la primera vez que se utilizaron en el conflicto desde su llegada desde Estados Unidos sólo unos días antes.   Estados Unidos ha suministrado la versión del misil de menor alcance, “100 millas (160 km)”, por temor a que golpee a Rusia. Esos misiles fueron construidos entre 1990 y 1997. Por otro lado, en abril de 2024 EEUU envió a Ucrania en secreto la versión de más largo alcance del misil, que emplearon para atacar objetivos militares en el territorio ucraniano controlado por los rusos, aunque con un veto por parte de EEUU de utilizarlo para atacar territorio propiamente ruso.
El 23 de junio de 2024 se produjo un incidente durante un ataque a Sebastopol, donde se dispararon misiles de defensa aérea rusos contra múltiples misiles ATACMS, lo que provocó explosiones que causaron de 2 a 4 muertos y más de 150 heridos en la playa de Uchkiivka, donde los lugareños informaron que no se había producido ninguna advertencia de ataque aéreo y, por lo tanto, las personas en la playa no pudieron evacuar.
En septiembre de 2024, el presidente ruso, Vladímir Putin, amenazó con tomar represalias por los ataques en territorio ruso. Los expertos dijeron que las amenazas de Putin tienen como objetivo disuadir a Estados Unidos, el Reino Unido y Francia de permitir que Ucrania utilice misiles de largo alcance suministrados por Occidente, como el Storm Shadow y el ATACMS, en ataques contra Rusia.
El 17 de noviembre de 2024, Estados Unidos cambió su política y permitió a Ucrania utilizar ATACMS para objetivos militares dentro de Rusia continental.
El 19 de noviembre de 2024, se dispararon por primera vez misiles ATACMS contra un objetivo dentro de las fronteras internacionalmente reconocidas de Rusia. Un almacén de municiones fue destruido en la región rusa de Briansk, y aparecieron vídeos de explosiones e incendios en el terreno.
El 25 de noviembre de 2024, se utilizaron ATACMS para atacar un sistema de defensa aérea ruso S-400 en una base aérea de la región rusa de Kursk. Se difundió un video del impacto de municiones de racimo ATACMS en la base aérea, así como imágenes de la destrucción de la estación de radar 92N6E del sistema S-400.

## Operadores

Operadores actuales
Operadores futuros

### Operadores actuales
- Baréin: El Ejército Real de Bahréin compró 30 ATACMS de la serie M39 en 2000 y 110 ATACMS M57 en 2018.[65][66]
- Grecia: El Ejército Griego opera la variante de 165 km.[67][68]
- Corea del Sur:  En 2002, el ejército de Corea del Sur compró 111 misiles ATACMS Bloque I y 110 misiles ATACMS Bloque IA, que fueron desplegados en 2004. Una empresa afiliada al Grupo Hanwha de Corea produce municiones para los sistemas de misiles bajo licencia de Lockheed Martin.[69]
- Rumania: las Fuerzas Terrestres Rumanas compraron 54 ATACMS M57, todos entregados en junio de 2022.[70][71][72]
- Polonia: Las Fuerzas Terrestres de Polonia compraron 30 ATACMS M57, todos entregados en junio de 2022.[73] Se encargaron otros 45 ATACMS M57 en febrero de 2023.[74]
- Turquía: El ejército turco utiliza el ATACMS Bloque IA.[75][76][77]
- Catar: Las Fuerzas Armadas de Catar adquirieron 60 ATACMS M57 en 2012.[78]
- EAU: El Ejército de los Emiratos Árabes Unidos adquirió 100 ATACMS M57 en 2014.[79]
- Estados Unidos:  El Ejército de los Estados Unidos y el Cuerpo de Marines de los Estados Unidos son operadores de ATACMS.
- Ucrania Las Fuerzas Armadas de Ucrania operan una cantidad desconocida del M39 ATACMS.[80]En septiembre de 2023, funcionarios estadounidenses dijeron a la prensa que la administración Biden estaba lista para enviar misiles ATACMS a Ucrania, aunque el portavoz de la Casa Blanca, John Kirby, informó más tarde que "no se ha tomado ninguna decisión en este momento".[81]En 2024 ya se suministró el ATACMS de largo alcance de manera secreta por EEUU al ejército ucraniano.[56] El 17 de noviembre de 2024, Joe Biden ha autorizado al Gobierno de Kiev a atacar a tropas del Kremlin en suelo ruso con misiles de largo alcance de fabricación estadounidense. Así lo revelaron fuentes de su administración a los periódicos 'The New York Times' y 'Washington Post'.[82]

### Operadores futuros
- Australia: En mayo de 2022, Australia encargó 20 lanzadores M142 HIMARS para el ejército australiano con 10 cohetes unitarios M57 ATACMS y otras municiones MLRS en un contrato de 545 millones de dólares australianos (385 millones de dólares estadounidenses).[83]
- Estonia: en julio de 2022 se aprobó una solicitud para comprar hasta 18 M57.[84]
- Lituania: en noviembre de 2022 se aprobó una solicitud para comprar 18 cápsulas de misiles M57 ATACMS.[85]
- Marruecos: encargó 18 lanzadores M142 HIMARS con 40 cápsulas de misiles M57 ATACMS junto con otras municiones MLRS (M30A2, M31A2) por un costo estimado de 524 millones de dólares en abril de 2023.[86]
- República de China: En octubre de 2020, el Departamento de Estado de EE. UU. aprobó la venta de 64 ATACMS M57 a Taiwán.[87]

### Ofertas fallidas
- Finlandia: Un contrato finlandés para 70 misiles fue cancelado debido a los altos precios en marzo de 2014.[88]
- Países Bajos: en febrero de 2023 se aprobó una solicitud para comprar 80 cápsulas ATACMS M57. En mayo de 2023, el Real Ejército de los Países Bajos compró 20 sistemas de artillería de cohetes PULS fabricados por Elbit Systems de Israel.[89][90][91][92][93]